# Юсифов, Фикрет Гусейн оглы
Фикре́т Гусе́йн оглы́ Юси́фов (азерб. Fikrət Hüseyn oğlu Yusifov; род. 20 августа 1957, Данзик, Нахичеванская АССР) — советский и азербайджанский экономист, министр финансов Азербайджана (1994—1999).

## Биография
В 1974 году окончил среднюю школу в посёлке Мехтиабад Апшеронского района. В том же году поступил в Азербайджанский институт народного хозяйства, который в 1978 году окончил с отличием.
Начал трудовую деятельность в азербайджанском отделении Государственного банка СССР.
Служил в рядах Советской Армии.
С 1980 года работал сначала старшим экономистом, затем начальником отдела в Министерство финансов Азербайджанской ССР.
В 1987 году в Москве защитил кандидатскую диссертацию на тему «Совершенствование доходной базы местных бюджетов в современных условиях».
С 1988 года перешёл на преподавательскую деятельность. Работал преподавателем, старшим преподавателем кафедры финансов Азербайджанского института народного хозяйства, заместителем декана финансово-экономического факультета того же института.
В 1991 году стал первым заместителем министра финансов, а с 1994 по 1999 год был министром финансов Азербайджанской Республики.
В 2001 году в Санкт-Петербургском государственном университете защитил докторскую диссертацию на тему «Роль государственного бюджета в макроэкономическом регулировании».
С 2004 по 2013 год являлся профессором кафедры финансов Санкт-Петербургского государственного университета экономики и финансов.
В 2014 году учредил в Азербайджане НПО «Экономикс» (Международное объединение экономических исследований). Был избран председателем этого объединения.
Автор более 60 научных работ, в том числе монографий и учебников.